# Inger-Lena Hultberg
Inger-Lena Hultberg (* 27. Dezember 1942 in Lund) gilt als die erste Frau in Schweden, die sich freiwillig für eine Ausbildung für Wehrdienstleistende meldete.

## Biographie
Geboren und aufgewachsen in Lund, war Hultbergs Vater Lehrer und ihre Mutter eine Literaturhistorikerin. Von klein auf interessierte sie sich für Technik, spezialisierte sich in der Schule auf Mathematik und arbeitete an einem speziellen Projekt in Aerodynamik. Sie interessierte sich immer für das Auto und die Motorräder der Familie. Während ihrer Englischstudiums in England verbrachte sie ihre Freizeit damit, die Flugzeuge auf dem Flughafen Croydon und auf dem alten Flugplatz in Biggin Hill zu beobachten, die für ihre Aktivitäten in Kriegszeiten berühmt waren. Ihr erster Flug war in Schweden in einem alten Doppelsitzer Sk 16.1, der Tiefdecker wurde zur Ausbildung von Jagdpiloten verwendet.
Dann begann sie ein Physikstudium an der Universität Lund. In den Sommerferien 1962 wurde sie als erste Frau in die Ausbildungsschule der schwedischen Luftwaffe in Västerås aufgenommen, wo sie während ihrer Ausbildung zur Flugingenieurin die meiste Zeit in der zentralen Werkstatt in Arboga verbrachte. Als einzige Frau in einer Gruppe von 30 Personen kehrte sie in den Sommern 1963 und 1964 an die Schule der Luftwaffe zurück und erwarb einen Abschluss als Flugingenieurin. Aber ihr war klar, dass sie niemals in die Luftwaffe aufgenommen werden würde. Daraufhin beschloss sie, ihre akademischen Studien fortzusetzen und schloss ihr Studium an der Universität Lund mit einem Abschluss in mathematischer Physik ab.
Anschließend arbeitete Hultberg bis zu ihrer Pensionierung im Jahr 2010 als Physikerin an der Universitätsklinik Lund.